# Cimetière de Bougival
Le cimetière de Bougival est le cimetière communal de Bougival dans les Yvelines. Il a la particularité d'être constitué de terrasses étagées à flanc de colline, offrant ainsi une vue sur la vallée. Ce petit cimetière de 1 450 places abrite les sépultures de plusieurs personnalités notables, notamment Guillaume Depardieu (mort en 2008).

## Histoire
Les tombes les plus anciennes se trouvent dans le bas du cimetière. Plusieurs sépultures sont classées à l'inventaire : celle de l'épouse du conventionnel Boissy d'Anglas, Françoise, morte en 1850 à 94 ans, inhumée sous une simple petite dalle ; celle du Dr Duborgia (maire de Bougival) en forme de haute stèle surmontée de son buste par Capellaro ; celles de la famille Bouchet, de la famille Bousquet, de la famille Glaenzer, de la famille Mansion (avec médaillon), de la famille Rahard-Georgeaux, de la famille Rouland ; la chapelle de la famille Pointelet-Deseine, etc.

## Personnalités inhumées

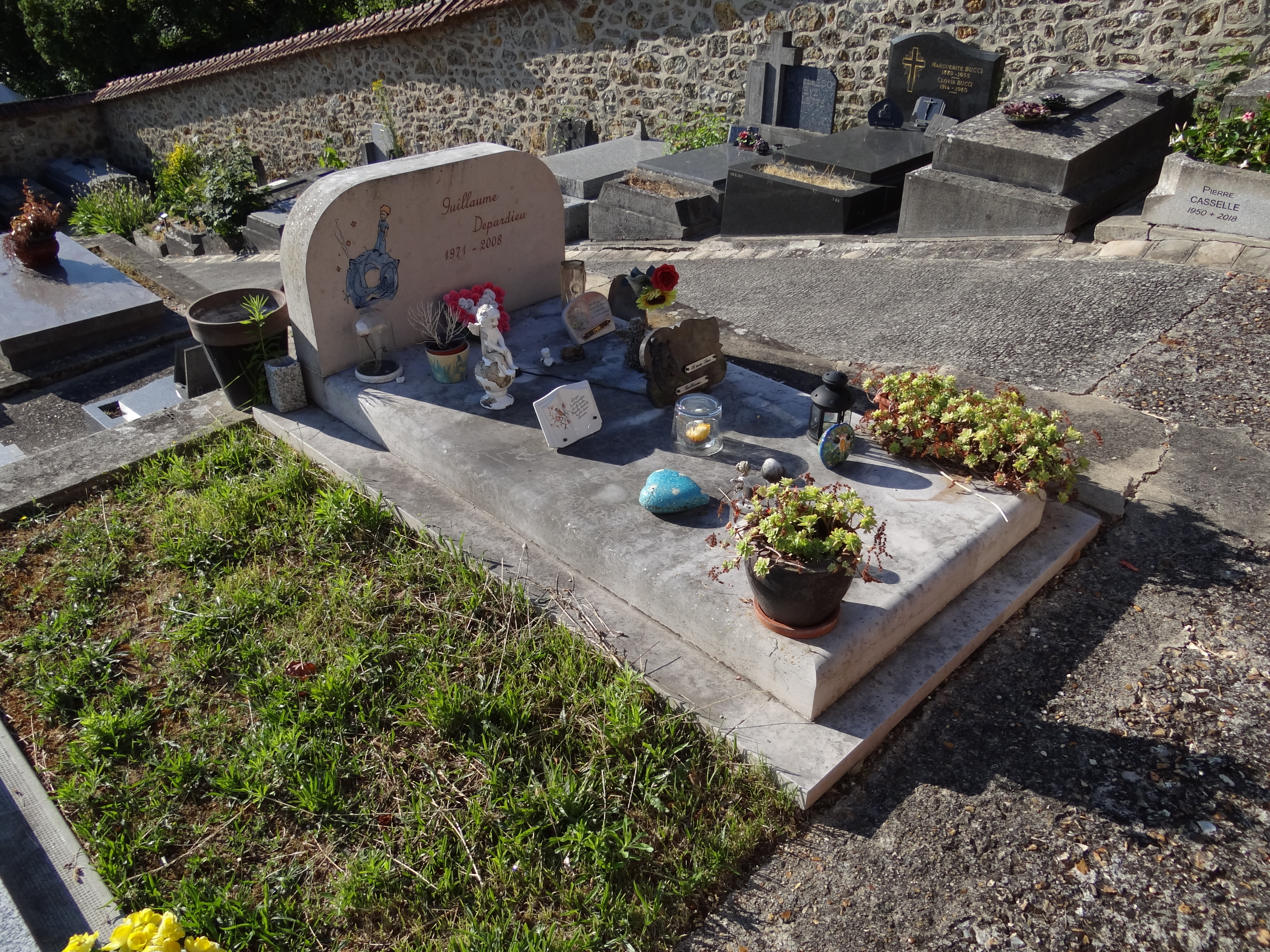
Tombe de Guillaume Depardieu.

- Paul Avenel (1823-1902), écrivain, poète, goguettier, dramaturge, chansonnier et journaliste
- Georges Avenel (1828-1876), historien, tombe inscrite à l'inventaire (médaillon)
- Eugène Delattre (1830-1898), homme politique (bas-relief)
- Émile Richebourg (1833-1898), romancier (buste)
- Georges Regnault (1898-1979), peintre
- Lucienne Dugard (née Gros 1901-1968), chanteuse, voix de Blanche-Neige dans la version française Un jour mon prince viendra
- Jean Nocher (né Gaston Charon 1908-1967), journaliste de radio et député (médaillon)
- Robert Rocca (1912-1994), chansonnier[2]
- Pierre Alechinsky (par anticipation ; né en 1927), artiste
- Guillaume Depardieu (1971-2008), acteur[3]. Sa tombe décorée du Petit Prince se trouve en haut du cimetière en face du columbarium[4].